# Hédülosz
Hédülosz (Szamosz, Kr. e. III. század első fele) görög költő.
Családja Athénből származott. Szoros kapcsolatban állt Aszklépiadésszel. Néhány fennmaradt epigrammáját, amelyek fő témája a szerelem, az Anthologia Graeca őrizte meg az utókor számára. Egy epigrammája:
Színbor s ékes szó altatta el Aglaoníkét,
s csalfa szerelmével, bájteli Níkagorasz.
S most Küprisznek ajánlja a szűzlány vágyainak még
nedvesen illatozó, visszamaradt jeleit:
könnyű sarúját s mit keblén széttépték, a fűzőt,
álmában megesett szégyene hű tanuit.